# Bence Dombvári
Bence Dombvári (Gyula, 10 de octubre de 1992) es un deportista húngaro que compite en piragüismo en la modalidad de aguas tranquilas.
Ganó dos medallas en el Campeonato Mundial de Piragüismo, plata en 2014 y bronce en 2013, y dos medallas de plata en el Campeonato Europeo de Piragüismo, en los años 2016 y 2021.

## Palmarés internacional
| Campeonato Mundial | Campeonato Mundial   | Campeonato Mundial | Campeonato Mundial |
| Año                | Lugar                | Medalla            | Competición        |
| ------------------ | -------------------- | ------------------ | ------------------ |
| 2013               | Duisburgo (Alemania) | Medalla de bronce  | K1 1000 m          |
| 2014               | Moscú (Rusia)        | Medalla de plata   | K1 500 m           |
| Campeonato Europeo |                      |                    |                    |
| Año                | Lugar                | Medalla            | Competición        |
| 2016               | Moscú (Rusia)        | Medalla de plata   | K2 1000 m          |
| 2021               | Poznań (Polonia)     | Medalla de plata   | K4 1000 m          |